# Lissocephala carayoni
Lissocephala carayoni är en tvåvingeart som beskrevs av Léonidas Tsacas och Chassagnard 1986. Lissocephala carayoni ingår i släktet Lissocephala och familjen daggflugor.
Artens utbredningsområde är Centralafrikanska republiken. Inga underarter finns listade i Catalogue of Life.